# 鄭義 (元)
鄭 義（てい ぎ、? - 1232年）は、モンゴル帝国に仕えた漢人将軍の一人。河間府河間県の出身。

## 生涯
鄭義は太宗オゴデイ・カアンの治世に始めてモンゴル帝国に仕え、山東諸路都元帥に任じられた人物であった。その後、第二次金朝侵攻に従軍したが、1232年（壬辰）の帰徳の戦いで戦死してしまった。跡を継いだ弟の鄭徳温は1234年（甲午）の徐州攻めに加わったが、陣営が陥落したことで戦死してしまった。そこで息子の鄭沢が跡を継いで漢人世侯の史天沢に仕え、多くの出征に加わって功績を残した。鄭沢が老いると弟の鄭江に地位を譲った。